# Cobot

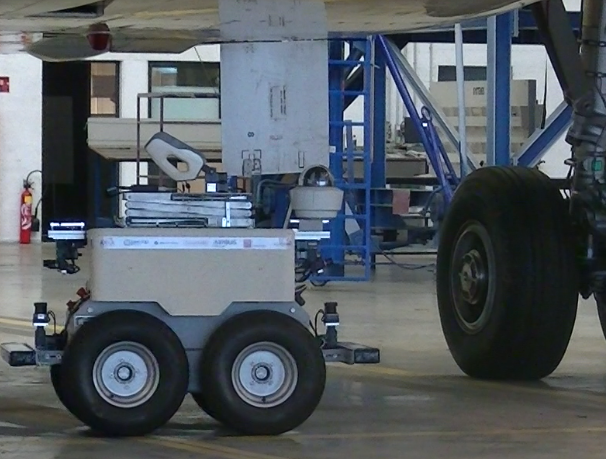
Air-Cobot, el robot móvil colaborativo capaz de inspeccionar aviones durante operaciones de mantenimiento. En la imagen, la plataforma robótica evoluciona bajo un Airbus A320 en el hangar de Air France Industries, en Toulouse (Francia).

Un cobot o co-robot (de collaborative robot) es un robot creado para interactuar físicamente con humanos en un entorno colaborativo de trabajo.
Este desarrollo contrasta con el de otros robots, diseñados para operar autónomamente o con una ayuda limitada, tal y como funcionan la mayor parte de los robots industriales construidos hasta la década de 2010.
Los cobots fueron inventados en 1996 por J. Edward Colgate y Michael Peshkin, profesores en la Universidad del Noroeste. Una patente estadounidense de 1997 los describe como "an apparatus and method for direct physical interaction between a person and a general purpose manipulator controlled by a computer."

## ¿Cuáles son las diferencias entre un cobot y un robot industrial?
La principal diferencia que separa ambos robots reside en que el robot industrial tradicional trabaja de manera masiva y suele mantenerse en una posición fija. En cambio, el cobot o robot colaborador es compacto y ocupa poco espacio, lo que nos permite ubicarlo en distintos lugares con facilidad. 
Cabe destacar, además, que los cobots están diseñados para trabajar e, incluso, interactuar con personas. 
La tecnología actual nos da la posibilidad de programarlos de una manera sencilla e intuitiva, de manera que gran parte de los operarios que trabajen con ellos pueden darle las indicaciones pertinentes. La programación de los robots tradicionales, sin embargo, depende de su suministrador. 
La seguridad es otra de las grandes diferencias entre los cobots y los robots industriales convencionales. Los primeros están equipados con sensores que, en caso de detectar algún elemento ajeno u obstrucción, se detienen automáticamente. 
Asimismo, no es necesario instalar barreras de seguridad a su alrededor. En el caso de los robots industriales, no obstante, al trabajar de manera masiva y con mucha fuerza, sumado a su gran peso, sí que deben estar protegidos con barreras de seguridad que sirvan de protección a los operarios. 
Actualmente los cobots se están usando en Japón para cuidar ancianos y cada vez más se está intentando humanizar a los cobots para que pueda interactuar mejor con los humanos. Llevar a la computación la lógica humana es complicada, y de la mano de una IA que comprenda a las diferentes tipologías de seres humano podremos crear en un futuro máquinas que acaben interactuando con los humanos.

## Evolución de los cobots en la industria
Desde que fueron diseñados en el año 1996, los robots colaborativos han experimentado un gran crecimiento dentro del sector de la automatización industrial. Los sectores como el de la automoción, la química, la electrónica o los plásticos ya los han incorporado en sus procesos por las grandes ventajas que aportan, en especial en trabajos repetitivos en cadena.  Con el paso del tiempo, los cobots están abandonando poco a poco sus puestos tradicionales en el sector de la aeronáutica y la automoción y se están abriendo camino en el de la logística y la industria alimentaria. 
Según datos analizados por la Robotic Industries Association, RIA, en 2025 se espera que las ventas de estos robots alcance hasta un 34%.

## ¿Que operaciones puede realizar un cobot?
Los cobots puede repetir una y otra vez durante horas un mismo movimiento con exacta precisión. Su grado de repetibilidad es de +/-0,03 mm, y no puede compararse a ninguna habilidad humana. Son capaces de realizar operaciones no ergonómicas liberando así a los operarios de los riesgos de salud derivados de posturas forzadas, movimientos repetitivos, manipulación manual de cargas y de la aplicación de fuerzas en una determinada tarea. Para realizar operaciones de bajo valor añadido que no requieren la intervención directa de humanos, los cobots son la herramienta perfecta. Mantendrán su grado de precisión y exactitud, dejando para los trabajadores otras funciones más específicas.

## Modos de colaboración de los cobots
Comunicándose con otros equipos y periféricos: los cobots comparten tareas con otros cobots, equipos externos y periféricos implicados dentro del proceso productivo (PLC, CNC, cintas transportadoras, etc.). Colaborando con los trabajadores: los modos de colaboración pueden ser muy diversos, desde sistemas de aviso como por ejemplo con luces que indican que el cobot ha finalizado su tarea para que pueda proceder el trabajador a continuar con el proceso, hasta la entrega en la propia mano del operario de una determinada pieza o producto. Los robots colaborativos están diseñados para trabajar junto a las personas gracias a sus sistemas de seguridad certificados.